# Штёкгардт, Эрнст Теодор
Эрнст Теодор Штёкгардт (4 января 1816, Будишин (ныне Баутцен) — 27 марта 1898, там же) — германский агроном
, учёный в области сельского хозяйства, педагог и издатель. Двоюродный брат химика Юлиуса Адольфа Штёкгардта.

## Биография
Эрнст Теодор Штёкгардт родился в семье пастора. Завершив получение среднего образования в гимназии в родном городе, несколько лет провёл в изучении практики ведения сельского хозяйства, а затем сумел стать управляющим имением в Каменце. С 1839 по 1842 год был управляющим имением в Пуршвице, а в 1842 году арендовал имение в Брёзе, где в 1847 году открыл собственное частное сельскохозяйственное училище. Несмотря на отсутствие формального образования, имел большие знания в области сельского хозяйства и пользовался хорошей репутацией. В 1850 году он возглавил в звании профессора сельскохозяйственное отделение в Королевской ремесленной школе в Хемнице. В 1861 году стал профессором и директором сельскохозяйственного училища при Йенском университете. В 1862 году основал при Йенском университете опытную сельскохозяйственную станцию, работой которой руководил в течение десяти лет; в том же году стал членом академии Леопольдина. Параллельно в 1862—1872 годах был также советником директора сельскохозяйственной школы в Шватцене. В 1872 году перешёл на работу в веймарское министерство сельского хозяйства и торговли в ранге тайного советника по финансовым вопросам. На этой должности проработал до 1886 года, в 1888 году вернулся в Баутцен. В 1889 году стал досточтимым мастером местной масонской ложи.
Главные работы: «Bemerkungen über das landwirtschaftliche Unterrichtswesen» (Хемниц, 1851); «Die Drainage» (Лейпциг, 1852); «Der angehende Pachter» (в сотрудничестве с А. Штекгардтом, Брауншвейг, 1859; издание, вновь обработанное Бакгаузом, Берлин, 1892); «Die Entwickelung der landwirtschaftlichen Lehranstalt zu Jena 1861—1867». Штёкгардт редактировал также в 1855—1866 годах журнал «Zeitschrift für deutsche Landwirte» (до 1859 года вместе с Шобером) и в 1863—1872 годах журнал «Landwirtschaftliche Zeitung für Thüringen».